# Store Merløse
Store Merløse is een plaats in de Deense regio Seeland, gemeente Holbæk, en telt 1240 inwoners (2008).